# Bukowo (Białogard)
Pour les articles homonymes, voir Bukowo.
Bukowo est une localité polonaise de la gmina rurale de Tychowo, située dans le powiat de Białogard en voïvodie de Poméranie-Occidentale. Elle se trouve à environ 20 km au sud-est de Białogard et 125 km au nord-est de Szczecin, la capitale régionale. 

## Géographie

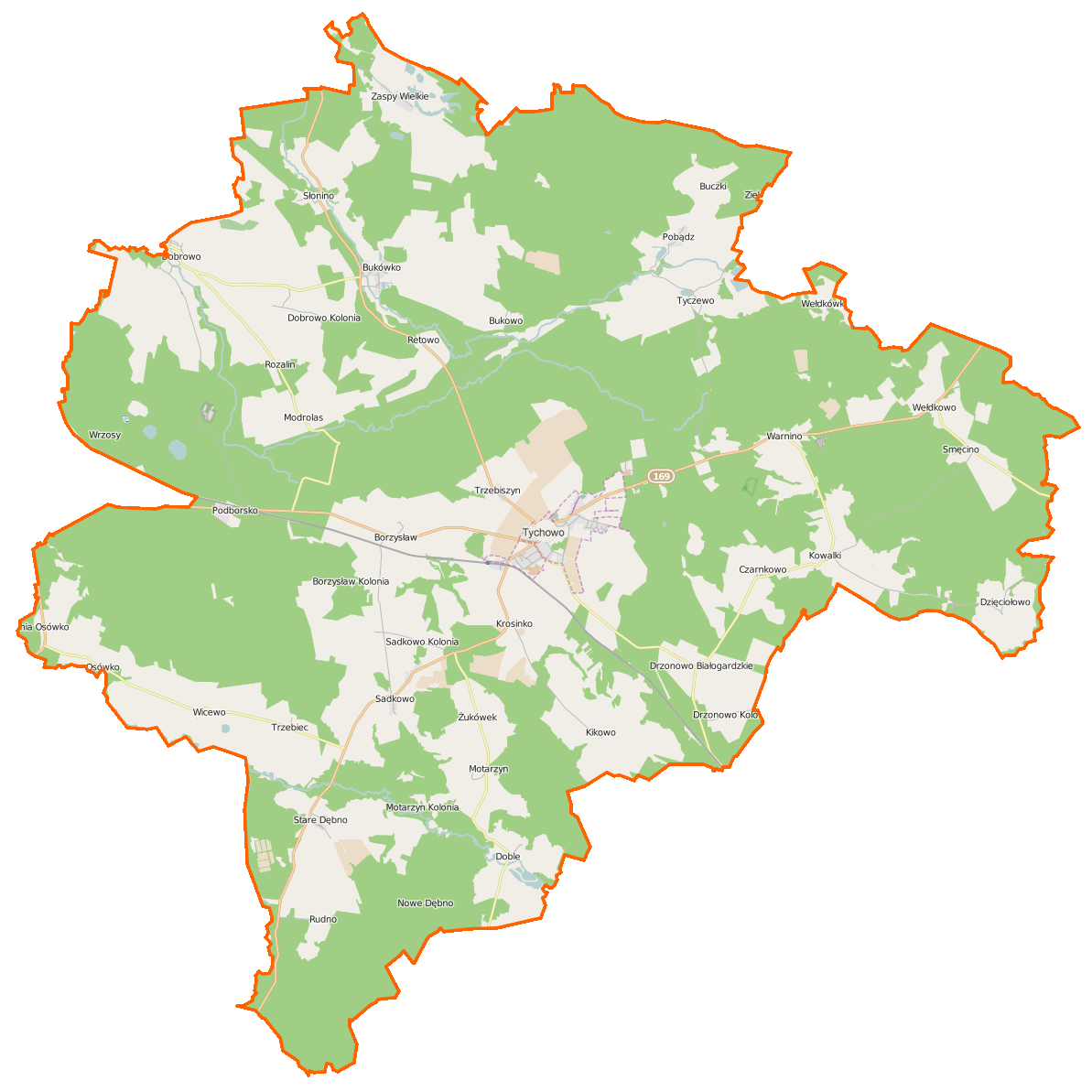
Carte de la gmina de Tychowo.

## Histoire
De 1724 à 1932, Alt Buckow fait partie de l'arrondissement de la principauté (de) puis à partir de 1872 de l'arrondissement de Bublitz (de) dans le district de Köslin au sein de la province de Poméranie.